# Siglo de Oro

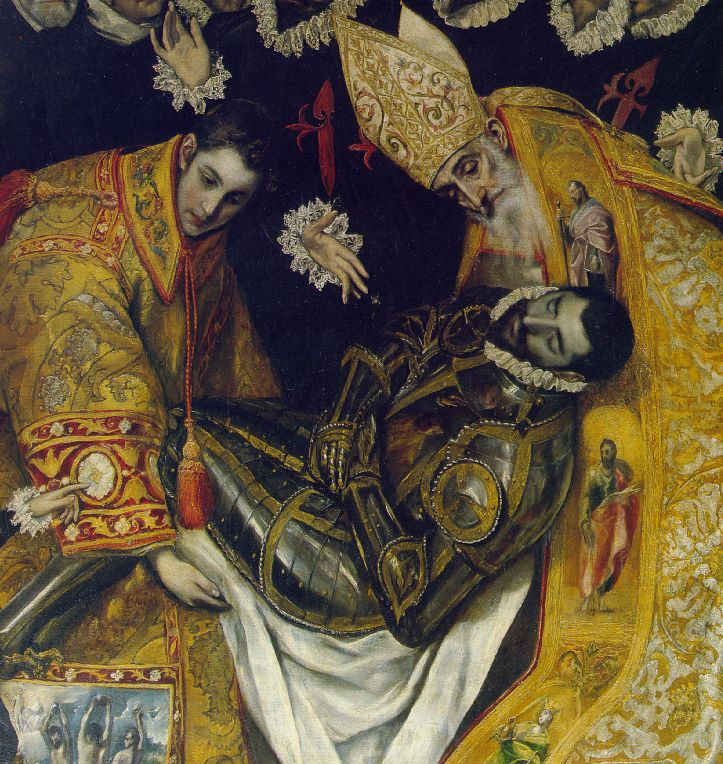
El Greco: Pohřeb hraběte Orgaze (detail)

Siglo de Oro (ve španělštině doslova Století zlata, Zlaté století) je označení pro období, kdy Španělsko za vlády Habsburků zažívalo největší kulturní a politický rozmach ve svých dějinách: tedy v pozdní renesanci, resp. manýrismu a v baroku.

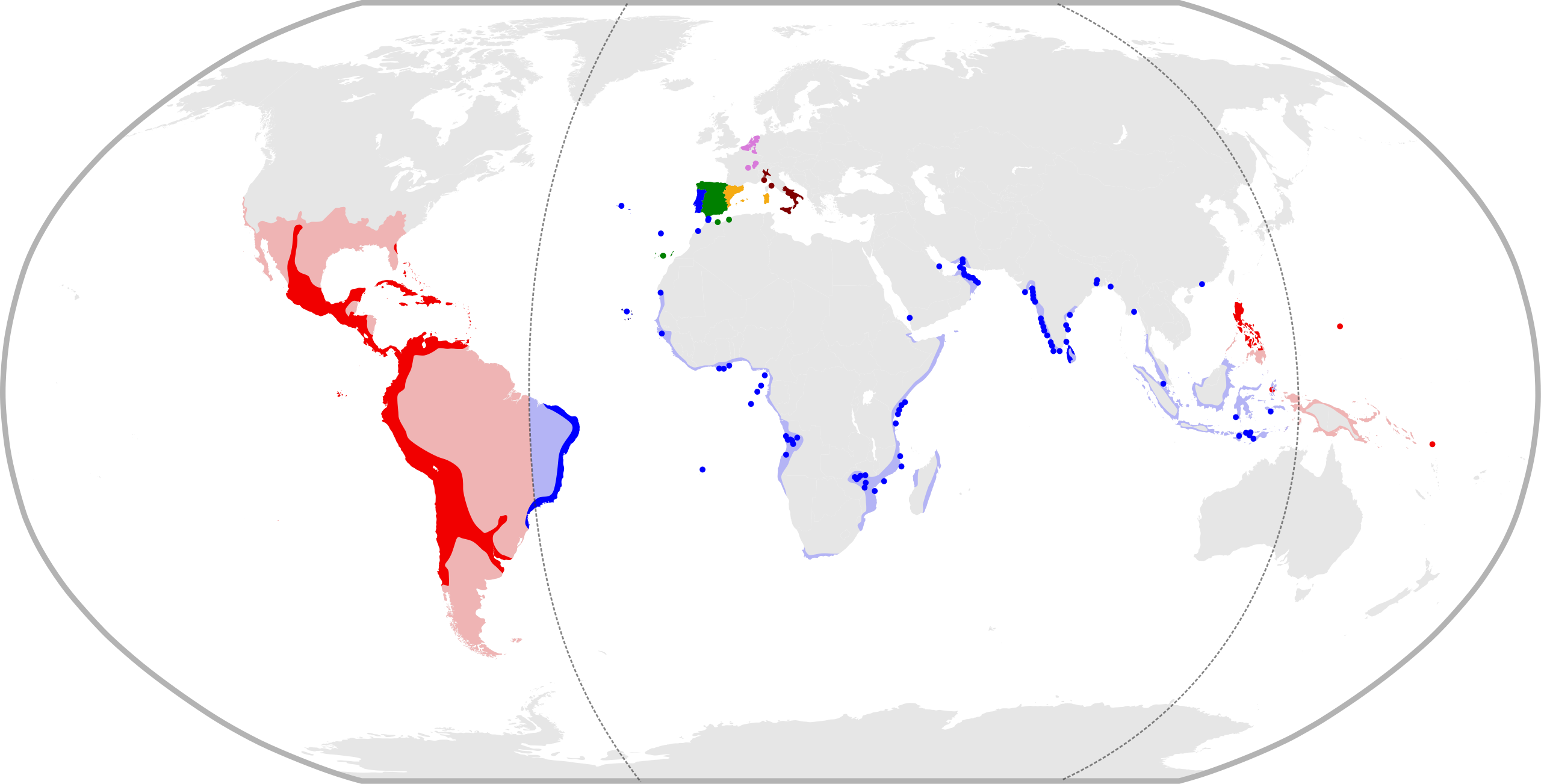
Říše Filipa II. Španělského
Území spravovaná Radou Kastilie
Území spravovaná Radou Aragonie
Území spravovaná Radou Portugalska
Území spravovaná Radou Itálie
Území spravovaná Radou pro Indie
Území spravovaná Radou Flander

## Vymezení
Období bývá vymezováno dvěma konkrétními roky: 1492–1681, vrcholné období pak zaujímá přibližně století 1550–1650. Rok 1492 totiž nepřinesl jen Kolumbův objev Ameriky pro Starý svět, ale také dokončení reconquisty dobytím Granady a v kulturní sféře především vydání první španělské gramatiky – Arte de la lengua castellana, jejímž autorem byl Antonio de Nebrija. Jako konec zlatého století bývá uváděn rok 1681, kdy zemřel poslední z velkých autorů španělského baroka – dramatik Pedro Calderón de la Barca. Zejména v literární vědě se pak ujalo vymezení roky 1556 (nástup Filipa II. na trůn) a 1681 (Calderónova smrt). Přestože větší část 17. století již znamená politický úpadek Španělska spojený s vylidňováním, španělská kultura prožívá své vrcholné období ještě po dobu několika desetiletí této krize.

## Charakteristika
V Siglo de Oro se dosud nevídanou měrou rozvinula zejména literatura, dále též výtvarné umění a hudba; novým vývojem však prošla také lingvistika, geografie (v souvislosti z prozkoumáváním Ameriky), přírodní vědy a matematika. Ve filosofii je vůdčí postavou Francisco Suárez, představitel tzv. druhé scholastiky, v teologii pak Francisco de Vitoria.
Pozdní renesance
1. Doba vlády Karla V. (1516–1556): převládá otevřenost Evropě a světu, optimistický pohled na svět. V literatuře se rozvíjí především rytířský a pikareskní román, z nichž nejznámější je Lazarillo z Tormesu (od neznámého autora, 1554).
2. Doba vlády Filipa II. (1556–1598): obrana vůči vnějším vlivům, protireformace, sklon k mystice (Terezie z Ávily), vědomí vlastní výlučnosti. Stavební památkou tohoto období je klášter El Escorial.

Baroko

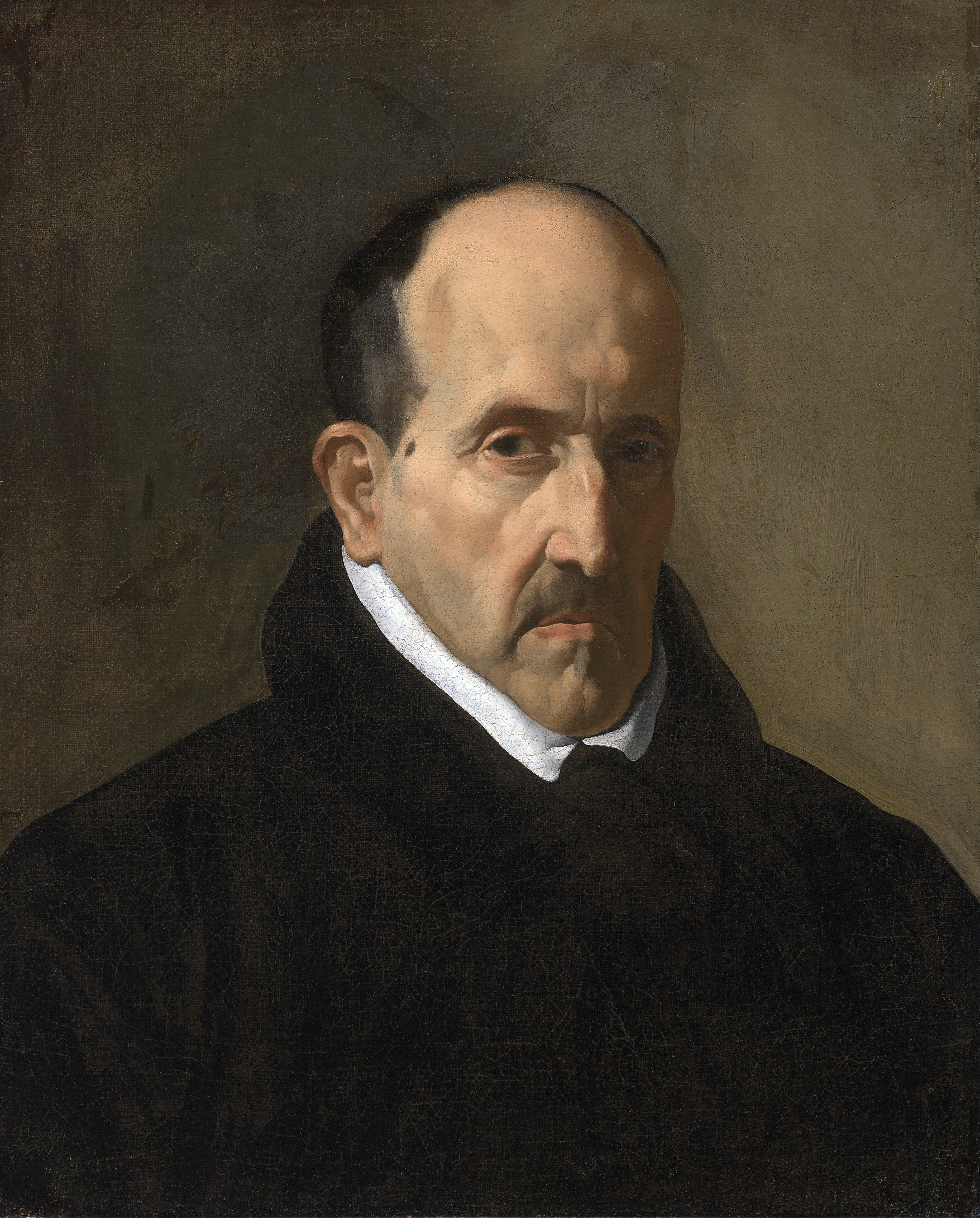
Luis de Góngora (Velázquez)

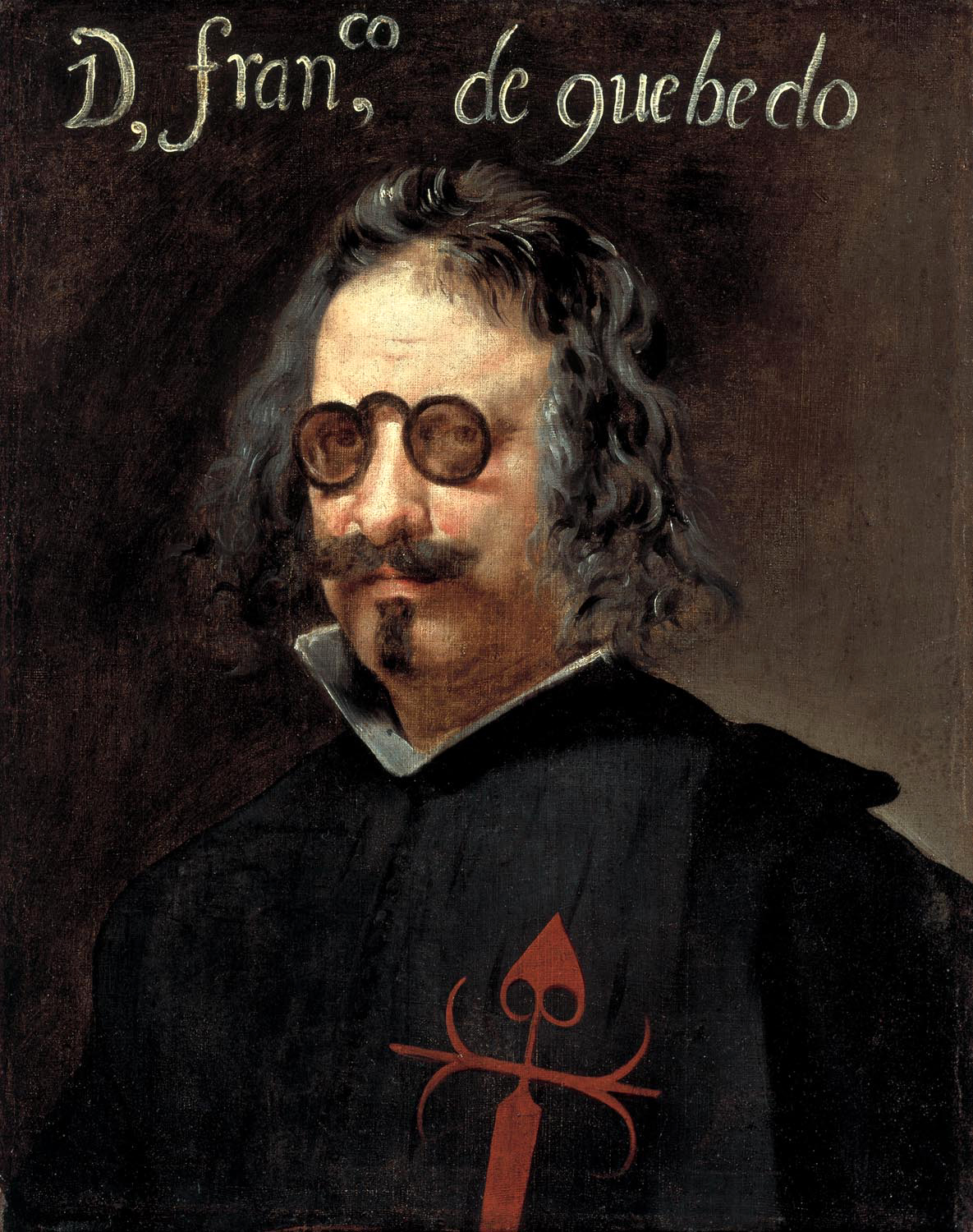
Francisco de Quevedo

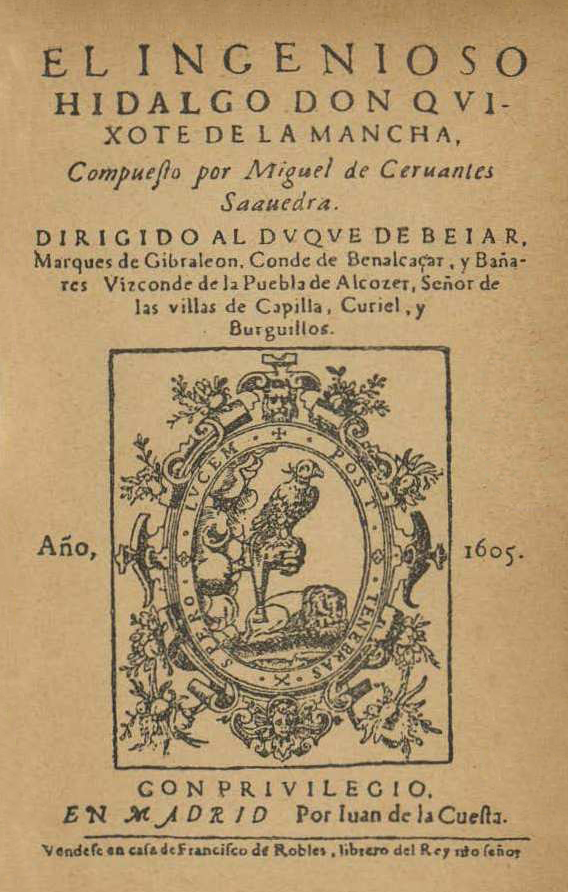
Titulní list Dona Quijota z roku 1605

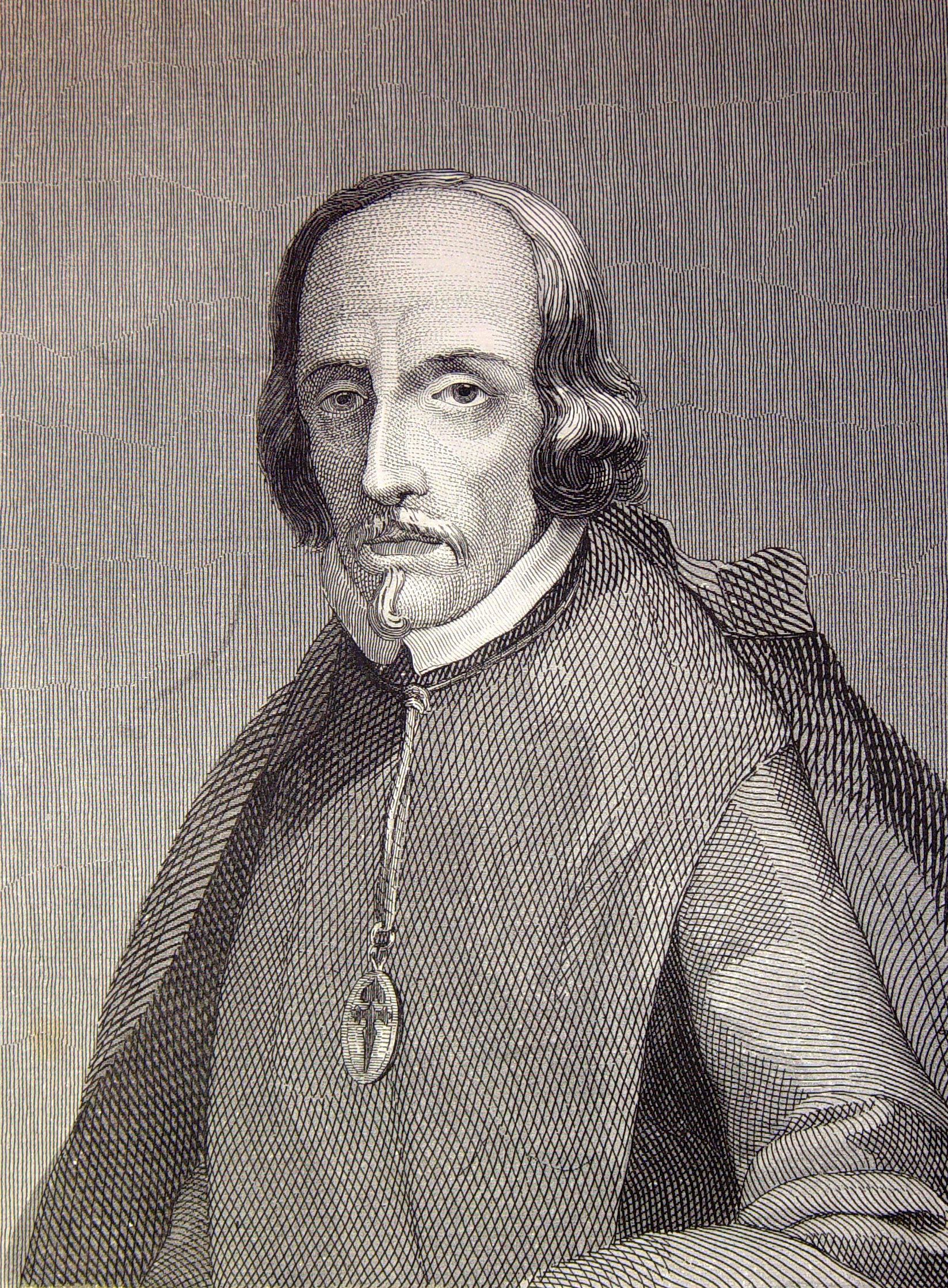
Pedro Calderón de la Barca

Ve španělském literárním baroku, které dalo světu i nejslavnější španělskou knihu, totiž Dona Quijota (1605), se osamostatňují dva směry – kulteranismus a konceptismus –, které spolu někdy soupeřily, ač měly mnohé shodné znaky; Ramón Menéndez Pidal uznává, že tyto dva směry jsou „koneckonců sourozenci“ a Ernst Robert Curtius dokonce tvrdí, že „pokusy odlišit kultismus od konceptismu nemohou vést k úspěchu.“ Přesto bývá často udáváno následující rozlišení:
1. Kulteranismus (od slova culterano) či kultismus (od lat. culto), příbuzný s italským marinismem, anglickým eufuismem a francouzskou preciózní literaturou, se vyznačuje ornamentalismem, bombastickou slovní zásobou a novotvary, přebujelou metaforikou na hranici srozumitelnosti a rozvolněnou syntaxí. Obsahově se však většinou omezuje na zpracovávání zavedených mytologických témat. Vůdčí figurou byl básník Luis de Góngora y Argote, podle nějž se tento směr nazývá též góngorismus.
2. Konceptismus (název odvozen od slova concepto - pojem) je zaměřen především na ideovou a obsahovou stránku díla; užívá neokázalou slovní zásobu, zato jsou však často využívány dvojznačnost, paradox, kontrast, slovní hříčka. Nejvýznamnějšími představiteli byli Francisco de Quevedo a Baltasar Gracián.

## Představitelé

### Malířství a sochařství
| - Luis de Morales (1509–1586) - El Greco (1541–1614) - Francisco Ribalta (1565–1628) - José de Ribera (1591–1652) | - Francisco de Zurbarán (1598–1664) - Diego Velázquez (1599–1660) - Bartolomé Esteban Murillo (1618–1682) - Juan de Valdés Leal (1622–1690) |

### Hudba
- Luis de Milán (1500–1561)
- Antonio Cabezón (1510–1566)
- Tomás Luis de Victoria (1548–1611)
- Alonso Lobo (1555–1617)

## Architektura

### Granadská katedrála
Na rozdíl od většiny španělských katedrál musela výstavba této katedrály počkat na dobytí nasrovského království Granady od jeho muslimských vládců v roce 1492. Zatímco její první plány obsahovaly gotické prvky, jak je patrné například v Královské kapli v Granadě od Enriqueho Egase, hlavní část stavby probíhala v době, kdy renesanční styl nahrazoval gotiku, která dominovala španělské architektuře předchozích století. Základy kostela položil architekt Egas v letech 1518 až 1523 na místě hlavní mešity města; v roce 1529 byl však nahrazen Diegem de Siloé, který na stavbě pracoval téměř čtyřicet let. Navrhl triforium a pět lodí místo obvyklých tří. Neobvyklé bylo vytvoření kruhové capilla mayor (hlavní kaple) namísto tradiční půlkruhové apsidy, pravděpodobně inspirované italskými myšlenkami na kruhové „dokonalé stavby“ (např. v dílech Albertiho). Katedrála ve své struktuře kombinuje různé architektonické řády. Její výstavba trvala 181 let.
Dalšími architekty byli Juan de Maena (1563–1571), poté Juan de Orea (1571–1590) a Ambrosio de Vico (1590–?). V roce 1667 Alonso Cano ve spolupráci s Gasparem de la Peñou upravil původní plán hlavního průčelí a přidal barokní prvky. Velkolepost budovy by byla ještě větší, kdyby byly postaveny dvě velké věže o výšce 81 metrů, které byly součástí původních plánů; projekt však zůstal z různých důvodů, včetně finančních, nedokončený.
Granadská katedrála měla původně sloužit jako královské mauzoleum Karla I. Španělského, avšak Filip II. Španělský přesunul hrob svého otce a dalších králů do El Escorialu nedaleko Madridu.
V hlavní kapli jsou dvě klečící sochy katolických králů Ferdinanda a Isabely od Pedra de Mena y Medrano. Bysty Adama a Evy vytvořil Alonso Cano. Kaple Nejsvětější Trojice má nádherný retábl s obrazy od El Greca, Alonsa Cana a José de Ribery (známého jako „Spagnoletto“).

### Významní architekti

#### Období renesance a plateresky
- Alonso de Covarrubias
- Juan de Herrera
- Rodrigo Gil de Hontañón
- Pedro Machuca
- Francisco de Mora
- Diego de Riaño
- Hernán Ruiz mladší
- Diego de Siloé
- Juan Bautista de Toledo
- Andrés de Vandelvira

#### Období raného baroka
- Domingo Antonio de Andrade
- Eufrasio López de Rojas
- Juan Gómez de Mora